# Blanc (spațiu)
Blancul („ ”) în scriere constă în absența oricărui semn, acesta delimitând cuvintele în propoziții sau a elementelor componente ale unor cuvinte compuse (Evul Mediu, Anul Nou). Poate compensa absența punctului între inițialele majuscule ale unei abrevieri: A C R (Automobil Clubul Român, C F R, B C R. Mai nou se preferă însă în aceste cazuri eliminarea și a blancurilor. Blancul poate preceda sau urma ori nu celelalte semne ortografice de exemplu cratima sau linia de pauză. În tehnica scrierii limbii române (de tipar, la calculator, la mașină de scris), blancul nu precedă, semnele de punctuație, dar le urmează. Mai este numit și pauză, pauză grafică, sau spațiu. 
La scrierea pe mașină de scris sau computer, se introduce prin tastarea barei de spațiu. Pe computer, scrierea în documente Word, se poate tasta în două feluri, având efecte diferiteː
- În cazul cuvintelor compuse unde nu are importanță că acestea sunt despărțite la capăt de rând, unele trecând în rândul următor, se tastează simplu, prin apăsarea barei de spațiu.
- În cazul cuvintelor compuse din doua sau mai multor părți, unde cuvintele componente trebuie să rămână într-un singur bloc la capăt de rând (Cluj Napoca, Satu Mare, Baia Sprie, Ștefan cel Mare, Mircea cel Bătrân), se tastează apăsând simultan tastele Ctrl/Strg + Shift apoi bara de spațiu.